# NHK Trophy de 2011
NHK Trophy de 2011 foi a trigésima segunda edição do NHK Trophy, um evento anual de patinação artística no gelo organizado pela Federação Japonesa de Patinação (em japonês:  日本スケート連盟), e que fez parte do Grand Prix de 2011–12. A competição foi disputada entre os dias 11 de novembro e 13 de novembro, na cidade de Saporo, Japão.

## Eventos
- Individual masculino
- Individual feminino
- Duplas
- Dança no gelo

## Medalhistas
| Evento                        | Ouro                                             | Prata                                  | Bronze                                       |
| Individual masculino detalhes | Daisuke Takahashi · Japão                        | Takahiko Kozuka · Japão                | Ross Miner · Estados Unidos                  |
| Individual feminino detalhes  | Akiko Suzuki · Japão                             | Mao Asada · Japão                      | Alena Leonova · Rússia                       |
| Duplas detalhes               | Yuko Kavaguti · Alexander Smirnov · Rússia       | Narumi Takahashi · Mervin Tran · Japão | Aliona Savchenko · Robin Szolkowy · Alemanha |
| Dança no gelo detalhes        | Maia Shibutani · Alex Shibutani · Estados Unidos | Kaitlyn Weaver · Andrew Poje · Canadá  | Elena Ilinykh · Nikita Katsalapov · Rússia   |

## Resultados

### Individual masculino
| Pos.              | Nome                | Nacionalidade    | Pontos | PC        | PL         |
| ----------------- | ------------------- | ---------------- | ------ | --------- | ---------- |
| Medalha de ouro   | Daisuke Takahashi   | Japão            | 259.75 | 90.43 (1) | 169.32 (1) |
| Medalha de prata  | Takahiko Kozuka     | Japão            | 235.02 | 79.77 (2) | 155.25 (2) |
| Medalha de bronze | Ross Miner          | Estados Unidos   | 212.36 | 71.12 (6) | 141.24 (4) |
| 4                 | Samuel Contesti     | Itália           | 209.69 | 63.83 (7) | 145.86 (3) |
| 5                 | Tomáš Verner        | República Tcheca | 196.63 | 62.96 (9) | 133.67 (5) |
| 6                 | Konstantin Menshov  | Rússia           | 195.88 | 74.67 (4) | 121.21 (8) |
| 7                 | Tatsuki Machida     | Japão            | 195.45 | 72.26 (5) | 123.19 (6) |
| 8                 | Armin Mahbanoozadeh | Estados Unidos   | 185.58 | 63.52 (8) | 122.06 (7) |
| 9                 | Brandon Mroz        | Estados Unidos   | 184.83 | 74.83 (3) | 110.00 (9) |

### Individual feminino
| Pos.              | Nome                 | Nacionalidade  | Pontos | PC         | PL         |
| ----------------- | -------------------- | -------------- | ------ | ---------- | ---------- |
| Medalha de ouro   | Akiko Suzuki         | Japão          | 185.98 | 66.55 (1)  | 119.43 (2) |
| Medalha de prata  | Mao Asada            | Japão          | 184.19 | 58.42 (3)  | 125.77 (1) |
| Medalha de bronze | Alena Leonova        | Rússia         | 170.68 | 61.76 (2)  | 108.92 (4) |
| 4                 | Ashley Wagner        | Estados Unidos | 165.65 | 55.88 (5)  | 109.77 (3) |
| 5                 | Elene Gedevanishvili | Geórgia        | 160.44 | 55.88 (4)  | 103.07 (6) |
| 6                 | Kiira Korpi          | Finlândia      | 157.53 | 53.70 (7)  | 103.83 (5) |
| 7                 | Maé Bérénice Méité   | França         | 143.69 | 52.05 (8)  | 91.64 (7)  |
| 8                 | Agnes Zawadzki       | Estados Unidos | 138.19 | 53.84 (6)  | 84.35 (9)  |
| 9                 | Cynthia Phaneuf      | Canadá         | 131.82 | 45.42 (9)  | 86.40 (8)  |
| 10                | Shoko Ishikawa       | Japão          | 122.14 | 45.07 (10) | 77.07 (10) |

### Duplas
| Pos.              | Nome                                    | Nacionalidade  | Pontos | PC        | PL         |
| ----------------- | --------------------------------------- | -------------- | ------ | --------- | ---------- |
| Medalha de ouro   | Yuko Kavaguti / Alexander Smirnov       | Rússia         | 177.51 | 55.02 (5) | 122.49 (1) |
| Medalha de prata  | Narumi Takahashi / Mervin Tran          | Japão          | 172.09 | 57.89 (2) | 114.20 (2) |
| Medalha de bronze | Aliona Savchenko / Robin Szolkowy       | Alemanha       | 171.68 | 59.23 (1) | 112.45 (3) |
| 4                 | Stefania Berton / Ondřej Hotárek        | Itália         | 163.83 | 56.23 (3) | 107.60 (5) |
| 5                 | Caydee Denney / John Coughlin           | Estados Unidos | 163.75 | 55.48 (4) | 108.27 (4) |
| 6                 | Lubov Iliushechkina / Nodari Maisuradze | Rússia         | 159.01 | 53.12 (6) | 105.89 (6) |
| 7                 | Marissa Castelli / Simon Shnapir        | Estados Unidos | 149.02 | 49.93 (7) | 99.09 (7)  |
| 8                 | Natasha Purich / Raymond Schultz        | Canadá         | 128.17 | 45.56 (8) | 82.61 (8)  |

### Dança no gelo
| Pos.              | Nome                                         | Nacionalidade  | Pontos | DC        | DL        |
| ----------------- | -------------------------------------------- | -------------- | ------ | --------- | --------- |
| Medalha de ouro   | Maia Shibutani / Alex Shibutani              | Estados Unidos | 151.85 | 59.02 (3) | 92.83 (1) |
| Medalha de prata  | Kaitlyn Weaver / Andrew Poje                 | Canadá         | 151.76 | 60.07 (2) | 91.69 (2) |
| Medalha de bronze | Elena Ilinykh / Nikita Katsalapov            | Rússia         | 149.48 | 61.83 (1) | 87.65 (3) |
| 4                 | Nelli Zhiganshina / Alexander Gazsi          | Alemanha       | 136.12 | 55.69 (4) | 80.43 (4) |
| 5                 | Lorenza Alessandrini / Simone Vaturi         | Itália         | 133.29 | 54.37 (5) | 78.92 (5) |
| 6                 | Lynn Kriengkrairut / Logan Giulietti-Schmitt | Estados Unidos | 126.39 | 50.81 (6) | 75.58 (6) |
| 7                 | Cathy Reed / Chris Reed                      | Japão          | 123.22 | 49.36 (8) | 73.86 (7) |
| WD                | Alexandra Paul / Mitchell Islam              | Canadá         | —      | 49.36 (7) | — (WD)    |

## Quadro de medalhas
| Ordem | País           | Medalha de ouro | Medalha de prata | Medalha de bronze |    | Ordem por total |
| ----- | -------------- | --------------- | ---------------- | ----------------- | -- | --------------- |
| 1     | Japão          | 2               | 3                |                   | 5  | 1               |
| 2     | Rússia         | 1               |                  | 2                 | 3  | 2               |
| 3     | Estados Unidos | 1               |                  | 1                 | 2  | 3               |
| 4     | Canadá         |                 | 1                |                   | 1  | 4               |
| 5     | Alemanha       |                 |                  | 1                 | 1  | 4               |
| TOTAL | TOTAL          | 4               | 4                | 4                 | 12 | —               |